# Парламентські вибори в Ісландії 2017
Парламентські вибори в Ісландії 2017 року відбулися у суботу 28 жовтня 2017 року на яких було обрано 63 депутати Альтингу. У парламент увійдуть рекордні вісім політичних партій, більше ніж будь-коли раніше. Найбільше голосів набрала правляча партія незалежності (25,2 % або 16 місць у парламенті). На друге місце вийшов Ліво-зелений рух із 16,9 % голосів (11 місць). Прогресивна партія Ісландії отримує 8 місць у парламенті. По 7 місць — у соціал-демократичний альянс та Центральної партії. Також будуть мати свої фракції у парламенті Піратська партія (6 місць), Народна партія (4 місця) та партія Відродження (4 місця).
Така кількість партій, у свою чергу, ускладнить формування коаліції.

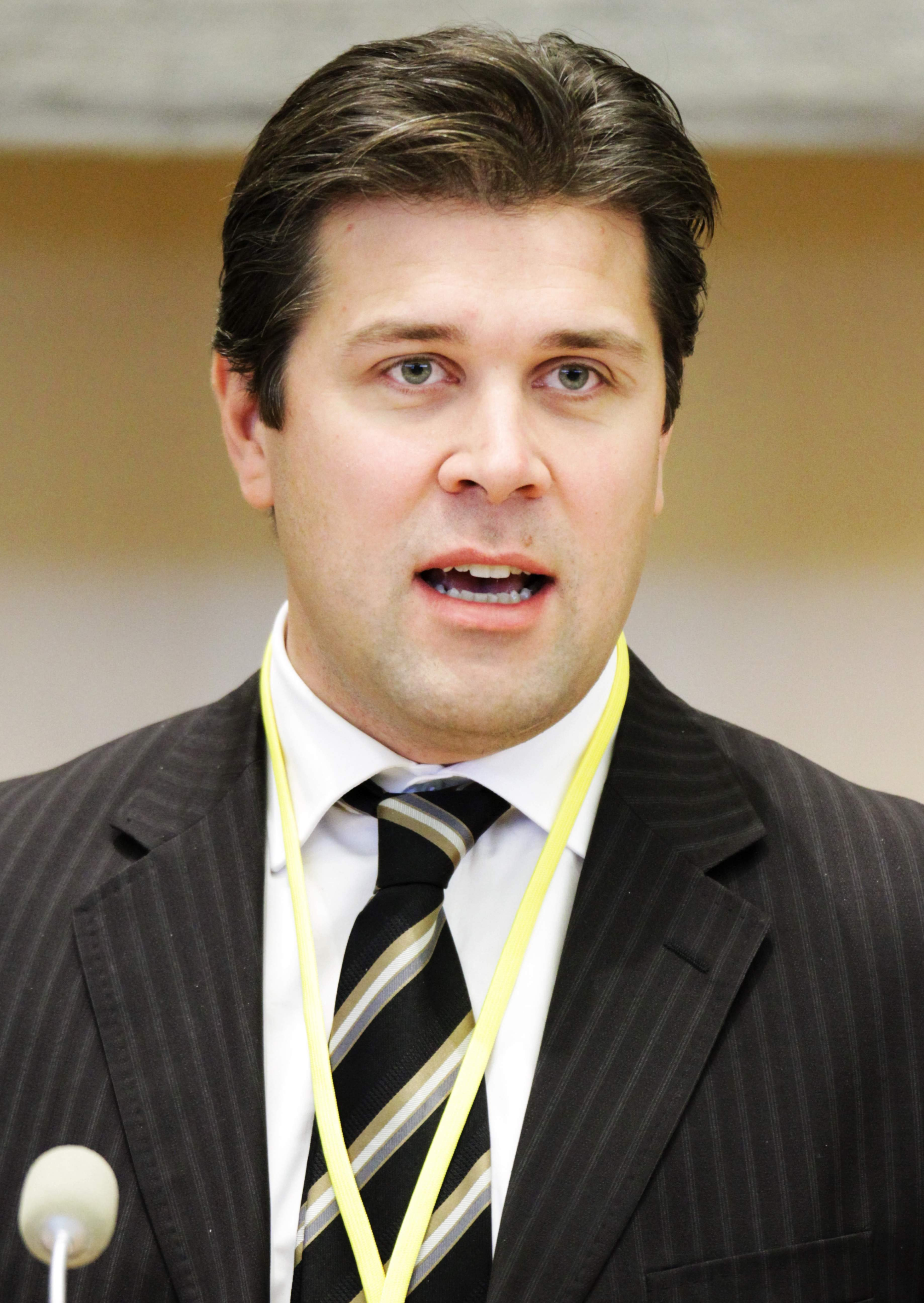
Правляча партія незалежності Б'ярні Бенедиктссона набрала найбільше голосів на виборах

15 вересня 2017 року, коаліція з трьох політичних партій розпалася після відставки партії «Яскраве майбутнє» («Bright Future») у зв'язку з скандалом за участю прем'єр-міністра Ісландії Б'ярні Бенедиктссона, який написав листа засудженому педофілу, щоб підтвердити, що його «честь відновлена» (тобто відновлені певні громадянські права). Б'ярні згодом висловився за дострокові вибори, який були офіційно оголошені Президентом на 28 жовтня 2017 року після розпуску Альтингу.

## Особливості виборів
Трьохпартійна коаліція, що складалась з партії незалежності, «Партії реформ» та «Яскраве майбутнє» були об'єднані після виборів 2016 року, з незначною більшістю в 1 місце. Сформований уряд очолив прем'єр-міністр Б'ярні Бенедіктссон — лідер партії незалежності.
Ісландська правова система має механізм, згідно з яким засуджений може відновити свою «честь», тобто відновити певні громадянські права, після того як він не менше п'яти років відбуде покарання 
. Якщо надано три позитивних рекомендаційних листа від осіб, які знають особу. Так, Хятлі Сигурджон Хаукссон був засуджений у 2004 році за серію зґвалтувань своєї падчерки протягом дванадцяти років, починаючи з п'ятирічного віку. Він відбув тюремний термін — п'ять з половиною років. Батько Б'ярні, Бенедикт Свейнссон, був другом Хятлі Сигурджона. Бенедикт підписав рекомендаційний лист, який, за його словами, йому надав Хялті Сигурджон. У липні 2017 року міністр юстиції Сіґрідур Андерсен, також член партії незалежності, повідомив про це Б'ярні, але спочатку підтримка Бенедикта не була виявлена урядом.
Сігірдур відмовився публічно заявити, хто спочатку підписав листа, але наказав зробити це одному з парламентських комітетів. Б'ярні Бенедиктссон сказав, що було б незаконним, коли б він розкрив цю інформацію раніше.
Інформація про втручання Б'ярні Бенедиктссона  стала відомою у вересні 2017 року. Партія «Яскраве майбутнє» вийшла з коаліції, звинувативши партію незалежності про «серйозне зловживання довірою». Б'ярні Бенедиктссон вибачився за підписана такого листа. Сігірдур зазначила, що готує законопроєкт про реформу системи відновленої честі.
Б'ярні визнав необхідність нових виборів, хоча рішення приймав Президент Гвюдні Йоуганнессон. Інші партії підтримали нові вибори, хоча  голова парламентаріїв Піратів Біргітта Джонсдоттир спочатку запропонувала коаліцію з п'яти партій: Піратська партія, партії реформ, ліво-зелені, соціал-демократів та «Яскраве майбутнє». Втім, обговорення коаліції в такому складі після останніх виборів не досягли успіху.
За даними опитування, проведеного Моргунбларіром (Morgunblaðið), 57 % ісландців вважають, що оголошення дострокових виборів було правильним.

## Кандидати передвиборчої кампанії
Піратська партія відкидає традиційну модель партійного керівництва, але Біргітту Джонсдоттир часто називають неформальним лідером партії. Вона заявила, що не буде брати участі у виборах.  Після того, як Біргітта оголосила, що вона не бере участі, Хельгі Графн Гуннарссон оголосив, що зараз він буде працювати депутатом,  хоча раніше вийшов через те, що він назвав залякуванням Біргітти.
Колишній Прогресивна партія прем'єр-міністра Сігмюндюр Давид Гюннлейгссон оголосив у відкритому листі, що він планує створити партію до виборів. Нова Центриська партія була заснована 24 вересня.

## Виборча система
63 члени Альтингу обираються за пропорційним представництвом закритих у багатомандатному виборчому окрузі від 8 до 13 місць. Із 63 місць, 54 обираються в округах за результатами голосування та визначаються за методом дОндта. Решта дев'ять додаткових парламентських місць отримують партії, які подолали 5 % національний виборчий поріг, з тим щоб надати їм загальну кількість місць, еквівалентну їхній національній частці голосування.

## Партії, що беруть участь у виборах
- Світле майбутнє (центриська), у списку буква А
- Партія центру (центр/центр-право), у списку буква М
- Прогресивна партія (правоцентристська), у списку буквуа В
- Реформа (центр/центр-право), у списку буква С
- Партія незалежності (центр-лівий/правий), у списку букау D
- Соціал-демократичний альянс (центр-ліворуч), у списку буква S
- Ліво-зелений рух (ліва), у списку буква V
- Народна партія (ліва, популістська), у списку буква F
- Піратська партія (синкретична), у списку буква Р

Партія ісландський Національний фронт (праві/ультраправі) збиралася взяти участь у виборах зі списком на букву Е, але вже відкликала всі свої списки.

## Опитування громадської думки
| Джерело опитування                                          | Дата опитування             | Кількість опитаних | D                                                  | V                 | P    | B    | C    | A    | S    | F    | M    | Інші | Лідер                      |      |     |      |     |                         |
| ----------------------------------------------------------- | --------------------------- | ------------------ | -------------------------------------------------- | ----------------- | ---- | ---- | ---- | ---- | ---- | ---- | ---- | ---- | -------------------------- | ---- | --- | ---- | --- | ----------------------- |
| Джерело опитування                                          | Дата опитування             | Кількість опитаних | MMR [Архівовано 28 жовтня 2017 у Wayback Machine.] | 26–27 жовтня 2017 | 980  | 21.3 | 16.6 | 11.0 | 11.7 | 8.1  | 2.2  | Інші | Лідер                      | 12.5 | 4.4 | 11.4 | 0.9 | Партія незалежності 4.7 |
| Gallup [Архівовано 28 жовтня 2017 у Wayback Machine.]       | 23–27 жовтня 2017           | 3,848              | 25.3                                               | 17.3              | 9.0  | 8.9  | 8.2  | 1.5  | 15.5 | 4.0  | 9.7  | 0.6  | Партія незалежності 8,0    |      |     |      |     |                         |
| MBL [Архівовано 28 жовтня 2017 у Wayback Machine.]          | 22–25 жовтня 2017           | 2,283              | 24.8                                               | 20.2              | 8.8  | 7.9  | 8.3  | 1.3  | 15.3 | 4.2  | 9.3  | 0.0  | Партія незалежності \| 4.6 |      |     |      |     |                         |
| Fréttablaðið [Архівовано 29 жовтня 2017 у Wayback Machine.] | 23–24 жовтня 2017           | 1,602              | 24.1                                               | 19.2              | 9.4  | 6.2  | 7.5  | 1.9  | 14.3 | 4.4  | 9.6  | 3.4  | Партія незалежності 4.9    |      |     |      |     |                         |
| MMR [Архівовано 24 жовтня 2017 у Wayback Machine.]          | 20–23 жовтня 2017           | 979                | 22.9                                               | 19.9              | 9.3  | 8.6  | 5.5  | 1.8  | 13.5 | 4.7  | 12.3 | 1.3  | Партія незалежності 3.0    |      |     |      |     |                         |
| MBL [Архівовано 24 жовтня 2017 у Wayback Machine.]          | 16–19 жовтня 2017           | 2,395              | 25.1                                               | 23.2              | 8.2  | 7.1  | 5.7  | 1.5  | 15.6 | 3.3  | 9.8  | 0.5  | Партія незалежності 1.9    |      |     |      |     |                         |
| Gallup [Архівовано 27 жовтня 2017 у Wayback Machine.]       | 13–19 жовтня 2017           | 2,870              | 22.6                                               | 23.3              | 10.7 | 7.4  | 5.8  | 1.2  | 13.3 | 5.7  | 9.4  | 0.5  | Ліво-зелений рух 0.7       |      |     |      |     |                         |
| MMR [Архівовано 21 жовтня 2017 у Wayback Machine.]          | 17–18 жовтня 2017           | 1,007              | 19.9                                               | 19.1              | 11.9 | 8.0  | 6.7  | 1.6  | 15.8 | 5.3  | 11.0 | 0.8  | Партія незалежності 0.8    |      |     |      |     |                         |
| Fréttablaðið [Архівовано 31 жовтня 2017 у Wayback Machine.] | 16 жовтня 2017              | 806                | 22.2                                               | 27.0              | 10.0 | 7.5  | 5.0  | 2.1  | 10.4 | 3.7  | 10.7 | 1.4  | Ліво-зелений рух 4.8       |      |     |      |     |                         |
| MBL [Архівовано 1 листопада 2017 у Wayback Machine.]        | 9–12 жовтня 2017            | 1,250              | 22.6                                               | 27.4              | 9.2  | 5.5  | 3.4  | 2.6  | 15.3 | 6.5  | 6.4  | 1.1  | Ліво-зелений рух 4.8       |      |     |      |     |                         |
| Gallup [Архівовано 20 жовтня 2017 у Wayback Machine.]       | 29 вересня — 12 жовтня 2017 | 3,876              | 23.7                                               | 23.0              | 8.8  | 7.2  | 4.8  | 3.0  | 13.4 | 5.7  | 9.5  | 0.9  | Партія незалежності \| 0.7 |      |     |      |     |                         |
| MMR [Архівовано 14 жовтня 2017 у Wayback Machine.]          | 6–11 жовтня 2017            | 966                | 21.1                                               | 21.8              | 10.5 | 5.9  | 3.6  | 4.2  | 13.0 | 7.4  | 10.7 | 1.8  | Ліво-зелений рух 0.7       |      |     |      |     |                         |
| Fréttablaðið [Архівовано 11 жовтня 2017 у Wayback Machine.] | 10 жовтня 2017              | 804                | 22.2                                               | 29.9              | 8.5  | 7.1  | 3.3  | 3.6  | 8.3  | 6.1  | 9.2  | 1.8  | Ліво-зелений рух 7.7       |      |     |      |     |                         |
| MBL [Архівовано 7 жовтня 2017 у Wayback Machine.]           | 2–6 жовтня 2017             | 1,083              | 20.7                                               | 28.2              | 9.1  | 5.5  | 3.1  | 2.7  | 10.8 | 9.0  | 9.5  | 1.4  | Ліво-зелений рух 7.5       |      |     |      |     |                         |
| Fréttablaðið [Архівовано 26 жовтня 2017 у Wayback Machine.] | 2–3 жовтня 2017             | 800                | 22.3                                               | 28.6              | 11.4 | 5.5  | 3.0  | 2.6  | 10.6 | 5.8  | 8.9  | 1.4  | Ліво-зелений рух 6.3       |      |     |      |     |                         |
| MMR [Архівовано 1 листопада 2017 у Wayback Machine.]        | 26–28 вересня 2017          | 1,012              | 23.5                                               | 24.7              | 10.0 | 6.4  | 4.9  | 2.5  | 10.4 | 8.5  | 7.3  | 1.7  | Ліво-зелений рух 1.2       |      |     |      |     |                         |
| MBL [Архівовано 2 листопада 2017 у Wayback Machine.]        | 25–28 вересня 2017          | 952                | 24.3                                               | 28.8              | 11.6 | 7.0  | 4.8  | 4.3  | 7.5  | 6.5  | 4.6  | 0.6  | Ліво-зелений рух 4.5       |      |     |      |     |                         |
| Gallup [Архівовано 20 жовтня 2017 у Wayback Machine.]       | 15–28 вересня 2017          | 4,092              | 23.1                                               | 25.4              | 10.3 | 9.9  | 3.6  | 4.6  | 9.3  | 10.1 | 2.0  | 1.6  | Ліво-зелений рух 2.3       |      |     |      |     |                         |
| MBL [Архівовано 26 вересня 2017 у Wayback Machine.]         | 19–21 вересня 2017          | 908                | 23                                                 | 30                | 10   | 11   | 6    | 3    | 8    | 9    | –    | 0    | Ліво-зелений рух 7         |      |     |      |     |                         |
| Fréttablaðið [Архівовано 25 жовтня 2017 у Wayback Machine.] | 18 вересня 2017             | 800                | 23.0                                               | 22.8              | 13.7 | 10.4 | 5.2  | 7.1  | 5.1  | 10.9 | –    | 1.8  | Партія незалежності 0.2    |      |     |      |     |                         |
| Zenter [Архівовано 19 вересня 2017 у Wayback Machine.]      | 15–18 вересня 2017          | 956                | 26.4                                               | 22.8              | 12.5 | 10.5 | 2.7  | 5.6  | 9.0  | 9.8  | –    | 0.8  | Партія незалежності 3.6    |      |     |      |     |                         |
| Gallup [Архівовано 7 вересня 2017 у Wayback Machine.]       | 14 вересня 2017             | Н/Д                | 23.6                                               | 24.4              | 9.8  | 10.4 | 5.2  | 4.4  | 9.1  | 11.6 | –    | 1.5  | Ліво-зелений рух 0.8       |      |     |      |     |                         |
| MMR [Архівовано 28 лютого 2013 у Wayback Machine.]          | 4 вересня 2017              | Н/Д                | 25.9                                               | 19.2              | 13.8 | 9.7  | 7.3  | 3.0  | 9.6  | 9.1  | –    | 2.4  | Партія незалежності 6.7    |      |     |      |     |                         |
| Gallup [Архівовано 19 жовтня 2017 у Wayback Machine.]       | 10–30 серпня 2017           | 4,108              | 26.3                                               | 19.5              | 13.1 | 10.8 | 4.8  | 2.8  | 9.7  | 10.6 | –    | 2.4  | Партія незалежності 6.8    |      |     |      |     |                         |
| MMR [Архівовано 24 серпня 2017 у Wayback Machine.]          | 15–18 серпня 2017           | 955                | 24.5                                               | 20.5              | 13.5 | 10.1 | 6.0  | 3.6  | 10.6 | 6.7  | –    | 4.5  | Партія незалежності 4.0    |      |     |      |     |                         |
| Gallup [Архівовано 3 серпня 2017 у Wayback Machine.]        | 12–31 липня 2017            | 3,827              | 26.5                                               | 21.2              | 12.9 | 11.4 | 5.3  | 3.7  | 9.1  | 8.4  | –    | 1.5  | Партія незалежності 5.3    |      |     |      |     |                         |
| MMR [Архівовано 28 липня 2017 у Wayback Machine.]           | 18–21 липня 2017            | 909                | 29.3                                               | 20.4              | 13.3 | 9.6  | 4.6  | 2.4  | 10.6 | 6.1  | –    | 3.6  | Партія незалежності 8.9    |      |     |      |     |                         |
| Gallup [Архівовано 9 липня 2017 у Wayback Machine.]         | 15 червня — 2 липня 2017    | 2,870              | 27.5                                               | 21.5              | 14.2 | 11.3 | 5.6  | 3.3  | 9.2  | 3.8  | –    | 3.6  | Партія незалежності 6.0    |      |     |      |     |                         |
| MMR [Архівовано 28 лютого 2013 у Wayback Machine.]          | 21 червня 2017              | Н/Д                | 28.4                                               | 22.6              | 13.3 | 10.2 | 5.3  | 3.3  | 9.1  | 2.8  | –    | 5.0  | Партія незалежності 5.8    |      |     |      |     |                         |
| MMR [Архівовано 25 червня 2017 у Wayback Machine.]          | 6–14 червня 2017            | 974                | 24.9                                               | 20.6              | 13.7 | 13.4 | 5.2  | 2.9  | 11.3 | 2.8  | –    | 5.2  | Партія незалежності 4.3    |      |     |      |     |                         |
| Gallup [Архівовано 4 вересня 2017 у Wayback Machine.]       | 3–31 травня 2017            | 7,133              | 25.6                                               | 24.3              | 12.9 | 11.0 | 6.2  | 3.4  | 9.4  | 4.2  | –    | 3.0  | Партія незалежності 1.3    |      |     |      |     |                         |
| MMR [Архівовано 24 серпня 2017 у Wayback Machine.]          | 11–16 травня 2017           | 943                | 25.6                                               | 21.4              | 14.1 | 12.2 | 5.5  | 3.4  | 9.3  | 3.6  | –    | 5.0  | Партія незалежності 4.2    |      |     |      |     |                         |
| Gallup [Архівовано 19 жовтня 2017 у Wayback Machine.]       | 30 квітня — 1 травня 2017   | 8,206              | 26.4                                               | 24.0              | 13.1 | 10.9 | 6.9  | 4.4  | 8.3  | 3.7  | –    | 3.3  | Партія незалежності 2.4    |      |     |      |     |                         |
| MMR [Архівовано 5 травня 2017 у Wayback Machine.]           | 11–26 квітня 2017           | 926                | 25.2                                               | 23.4              | 12.8 | 11.1 | 5.0  | 3.2  | 10.6 | 3.2  | –    | 5.4  | Партія незалежності 1.8    |      |     |      |     |                         |
| Gallup [Архівовано 19 жовтня 2017 у Wayback Machine.]       | 2–30 березня 2017           | 5,798              | 29.2                                               | 24.5              | 10.3 | 10.5 | 6.0  | 6.0  | 8.3  | 2.8  | –    | 2.4  | Партія незалежності 4.7    |      |     |      |     |                         |
| Fréttablaðið [Архівовано 19 жовтня 2017 у Wayback Machine.] | 20–21 березня 2017          | 791                | 32.1                                               | 27.3              | 14.3 | 7.0  | 3.1  | 3.8  | 8.8  | –    | –    | 3.6  | Партія незалежності 4.8    |      |     |      |     |                         |
| MMR [Архівовано 19 жовтня 2017 у Wayback Machine.]          | 6–13 березня 2017           | 921                | 25.4                                               | 23.5              | 13.7 | 11.4 | 5.5  | 5.0  | 8.8  | 3.7  | –    | 3.0  | Партія незалежності 1.9    |      |     |      |     |                         |
| Gallup [Архівовано 19 жовтня 2017 у Wayback Machine.]       | 1–28 лютого 2017            | 5,557              | 27.6                                               | 24.3              | 12.0 | 10.7 | 5.4  | 6.4  | 8.3  | 2.4  | –    | 2.9  | Партія незалежності 3.3    |      |     |      |     |                         |
| MMR [Архівовано 19 жовтня 2017 у Wayback Machine.]          | 17–24 лютого 2017           | 928                | 26.9                                               | 23.9              | 11.6 | 12.2 | 6.3  | 5.2  | 8.0  | 2.5  | –    | 3.4  | Партія незалежності 3.3    |      |     |      |     |                         |
| MMR [Архівовано 19 жовтня 2017 у Wayback Machine.]          | 10–15 лютого 2017           | 983                | 24.4                                               | 27.0              | 11.9 | 10.7 | 6.2  | 5.4  | 10.0 | 2.6  | –    | 1.8  | Ліво-зелений рух 2.6       |      |     |      |     |                         |
| MMR [Архівовано 19 жовтня 2017 у Wayback Machine.]          | 1–5 лютого 2017             | 983                | 23.8                                               | 27.0              | 13.6 | 9.7  | 5.6  | 5.3  | 7.8  | 3.6  | –    | 3.6  | Ліво-зелений рух 3.2       |      |     |      |     |                         |
| Gallup [Архівовано 20 жовтня 2017 у Wayback Machine.]       | 5–29 січня 2017             | 4,288              | 28.0                                               | 22.8              | 13.4 | 10.5 | 5.3  | 7.2  | 7.3  | 3.3  | –    | 2.2  | Партія незалежності 5.2    |      |     |      |     |                         |
| MMR [Архівовано 19 жовтня 2017 у Wayback Machine.]          | 12–26 січня 2017            | 910                | 24.6                                               | 22.0              | 13.6 | 12.5 | 6.8  | 7.0  | 7.0  | 3.6  | –    | 2.9  | Партія незалежності 2.6    |      |     |      |     |                         |
| MMR [Архівовано 19 жовтня 2017 у Wayback Machine.]          | 3–10 січня 2017             | 954                | 26.1                                               | 24.3              | 14.6 | 10.9 | 6.9  | 6.3  | 6.4  | 2.1  | –    | 2.4  | Партія незалежності 1.8    |      |     |      |     |                         |
| Gallup [Архівовано 19 жовтня 2017 у Wayback Machine.]       | 1–29 грудня 2016            | 4,192              | 29.0                                               | 20.0              | 14.6 | 8.9  | 7.4  | 8.7  | 7.5  | 2.2  | –    | 1.7  | Партія незалежності 9.0    |      |     |      |     |                         |
| MMR [Архівовано 28 лютого 2013 у Wayback Machine.]          | 26 грудня 2016              | Н/Д                | 29.3                                               | 20.7              | 12.7 | 10.2 | 7.0  | 9.1  | 6.9  | 2.2  | –    | 1.9  | Партія незалежності 8.6    |      |     |      |     |                         |
| MMR [Архівовано 28 лютого 2013 у Wayback Machine.]          | 14 грудня 2016              | Н/Д                | 29.6                                               | 21.6              | 14.1 | 9.1  | 5.6  | 8.9  | 6.3  | 1.6  | –    | 3.2  | Партія незалежності 8.0    |      |     |      |     |                         |
| Fréttablaðið [Архівовано 19 жовтня 2017 у Wayback Machine.] | 12–14 грудня 2016           | 791                | 31.8                                               | 17.0              | 13.1 | 9.7  | 10.1 | 10.8 | 5.6  | –    | –    | 1.9  | Партія незалежності 14.8   |      |     |      |     |                         |
| MMR [Архівовано 28 лютого 2013 у Wayback Machine.]          | 1 грудня 2016               | Н/Д                | 26.1                                               | 20.5              | 15.6 | 8.0  | 7.8  | 9.8  | 6.6  | 1.9  | –    | 3.7  | Партія незалежності 5.6    |      |     |      |     |                         |
| Gallup [Архівовано 19 жовтня 2017 у Wayback Machine.]       | 10–29 листопада 2016        | 5,207              | 28.0                                               | 20.9              | 13.7 | 9.0  | 8.9  | 8.6  | 5.3  | 3.0  | –    | 2.6  | Партія незалежності 7.1    |      |     |      |     |                         |
| MMR [Архівовано 19 жовтня 2017 у Wayback Machine.]          | 7–14 листопада 2016         | 904                | 26.0                                               | 20.7              | 11.9 | 9.4  | 10.6 | 9.6  | 5.6  | 3.4  | –    | 2.8  | Партія незалежності \| 5.3 |      |     |      |     |                         |
| 2016 election                                               | 29 жовтня 2016              | –                  | 29.0                                               | 15.9              | 14.5 | 11.5 | 10.5 | 7.2  | 5.7  | 3.5  | –    | 2.2  | Партія незалежності 13.1   |      |     |      |     |                         |

Розмір вибірки не був передбачений під час опитування. Його озвучили лише Геллап (Gallup) або MMR в кінці передвиборчої агітації. 

## Результати
За попередньою інформацією перемагає правляча партія незалежності, набравши 26 відсотків голосів. Це на 3 % менше у порівнянні з минулорічними виборами. На другому місці — ліво-зелений рух, який підтримали 17 відсотків виборців, а далі — соціал-демократичний альянс з 13-ма відсотками. 
Хоча багато опитувань громадської думки на початку виборів, свідчили про стрімке зростання підтримки Ліво-зеленого руху,  Партія незалежності зберегла свою позицію як найбільша партія Альтингу. Проте парламентське представництво партії «Незалежність» скоротилося на п'ять місць до 16, і воно втратило головну більшість. Партія Лівий-зелений рух зберегла свою позицію як друга за величиною парламентська партія, збільшивши своє представництво на одне місце до 11. Соціал-демократичний альянс завдяки значному збільшенню підтримки виборців, подвоїв свою частку голосів з 2016 року і ввійде в новий парламент із семи депутатами.
| | Партія незалежності                 | D                                   | 49 543  | 25,2 | 16 | –5   |
| | Ліво-зелений рух                    | V                                   | 33 155  | 16,9 | 11 | +1   |
| | Соціал-демократичний альянс         | S                                   | 23 652  | 12,1 | 7  | +4   |
| | Партія центру                       | M                                   | 21 335  | 10,9 | 7  | Нова |
| | Прогресивна партія                  | B                                   | 21 016  | 10,7 | 8  | 0    |
| | Піратська партія                    | P                                   | 18 051  | 9,2  | 6  | –4   |
| | Народна партія                      | F                                   | 13 502  | 6,9  | 4  | +4   |
| | Реформа                             | C                                   | 13 122  | 6,7  | 4  | –3   |
| |                                     |                                     |         |      |    |      |
| | Світле майбутнє                     | A                                   | 2 394   | 1,2  | 0  | –4   |
| | Народний фронт Ісландії             | R                                   | 375     | 0,2  | 0  | 0    |
| | Dawn                                | T                                   | 101     | 0,1  | 0  | 0    |
| Недійсні / порожні голоси | Недійсні / порожні голоси           | Недійсні / порожні голоси           | 5 531   | –    | –  | –    |
| РАЗОМ | РАЗОМ                               | РАЗОМ                               | 201 777 | 100  | 63 | 0    |
| Зареєстровані виборці / голосування | Зареєстровані виборці / голосування | Зареєстровані виборці / голосування | 248,502 | 81.2 | –  | –    |
| Джерело: Morgunblaðið [Архівовано 29 жовтня 2017 у Wayback Machine.] (Icelandic) Iceland Monitor [Архівовано 24 січня 2018 у Wayback Machine.] (англ.) |                                     |                                     |         |      |    |      |